# Uwe Bellmann
Uwe Bellmann (* 8. Oktober 1962 in Freiberg) ist ein früherer deutscher Skilangläufer.

## Werdegang
Uwe Bellmann wuchs in Sayda im Osterzgebirge auf. Er begann seine Skilanglaufkarriere in der BSG Einheit Sayda, später startete er für den SC Traktor Oberwiesenthal. Seit Anfang der 1980er Jahre war er international für die DDR aktiv. Den größten internationalen Erfolg schaffte er schon bei seinen ersten Weltmeisterschaften 1982, als er am Holmenkollen in Oslo als Startläufer der Staffel gemeinsam mit Uwe Wünsch, Stefan Schicker und Frank Schröder zeitgleich mit den Finnen hinter der Sowjetunion und den zeitgleichen Norwegern die Bronzemedaille gewann. Über 30 Kilometer im freien Stil wurde er 20. 1982 erreichte er auch im Skilanglauf-Weltcup seine ersten Top-Resultate, etwa einen fünften Rang über 15 Kilometer in Le Brassus. Bei den Olympischen Winterspielen 1984 in Sarajevo blieb Bellmann ohne Medaille, erreichte aber dennoch mit den Rängen sieben über 15 Kilometer, zehn über 30 Kilometer und neun mit der Staffel gute Resultate. Das Rennen über 50 Kilometer beendete er nicht. Nächstes Großereignis wurden die Weltmeisterschaften 1985 in Seefeld mit einem 50. Rang über 50 Kilometer Klassisch für Bellmann. In Oberstdorf kam 1987 ein 12. Rang über dieselbe Distanz aber im freien Stil hinzu. 1988 blieb Bellmann bei den Olympischen Winterspielen in Calgary erneut ohne Medaille, erreichte aber dennoch mit den Rängen fünf über 15 Kilometer Klassisch, acht über 50 Kilometer Freistil und 25 über 30 Kilometer Klassisch gute Resultate. Auch im Weltcup schaffte er mit Rang drei in Ramsau am Dachstein über 15 Kilometer Freistil sein bestes Resultat in dieser Wettkampfserie. Die Nordische Skiweltmeisterschaften 1989 in Lahti brachten mit den Rängen fünf in der 30-Kilometer-Verfolgung und Platz sechs mit der DDR-Staffel erneut gute Resultate.
Nach der Wende wurden die Einsätze im Weltcup seltener und die Ergebnisse ließen im Schnitt nach. Dennoch gehörte Bellmann auch noch in den 1990er Jahren im vereinten deutschen Team zu den Leistungsträgern. In Oberhof gewann er 1993 ebenso wie 1995 in Seefeld Continental-Cup-Rennen über 15-Kilometer im klassischen Stil. Bei den Weltmeisterschaften 1995 in Thunder Bay startete er bei den Rennen im klassischen Stil und wurde über 30 Kilometer 12. und über 10 Kilometer Elfter. Zudem wurde er 48. in der 25-Kilometer-Verfolgung. In Trondheim nahm Bellmann 1997 an seinen letzten Weltmeisterschaften teil und wurde dort 18. über 10 Kilometer Klassisch. Das letzte Weltcup-Rennen bestritt er im März 1998 in Oslo, das letzte internationale Rennen im Rahmen eines FIS-Rennens im Januar 1999 in Ulrichen.
Nennenswerte Erfolge hat Bellmann auch national aufzuweisen. Bei DDR-Meisterschaften gewann er erstmals über 15 Kilometer 1982 hinter Frank Schröder den Vizemeistertitel. 1983 und 1985 wurde er Dritter, 1986 gewann er erstmals den Titel und verteidigte ihn im Jahr darauf. 1989 wurde er zudem im Freistil hinter Holger Bauroth nochmals Zweiter. Über 30 Kilometer gewann er die Titel 1983 und 1987, 1984 bis 1986 wurde er dreimal in Folge Zweiter. Auch über 50 Kilometer gewann Bellmann 1983 mit Silber hinter Karsten Brandt die Silbermedaille und gewann diese Medaille auf dieser Strecke nochmals 1986. Mit der Staffel von Traktor Oberwiesenthal wurde Bellmann 1982 Zweiter, 1983 Meister, 1984 Dritter, 1985 erneut Meister, 1986 wieder Zweiter, 1987 zum dritten Mal Meister und bei den letzten DDR-Meisterschaften 1989 nochmals Vizemeister. Nach der Wiedervereinigung wurde Bellmann über 10 Kilometer 1998 hinter Andreas Schlütter und René Sommerfeldt Dritter. Mit der Verbandsstaffel Bayerns gewann Bellmann von 1992 bis 1994 dreimal in Folge den Titel, 1995 wurde er mit der zweiten Staffel Bayerns Dritter. 1998 gewann er nochmals den Titel und wurde mit Bayern II 1999 Zweiter. Mit der Vereinsstaffel des SC Monte Kaolino Hirschau, zu dem er nach der Wende gewechselt war, gewann er von 1992 bis 1995 vier Titel in Folge, 1998 wurde er Zweiter.
Nach seiner aktiven Sportlerkarriere wurde Bellmann 2010 Techniker beim Deutschen Skiverband und war lange Zeit Cheftechniker. Im Frühjahr 2012 beendete er seine Tätigkeit als Cheftechniker.